# أندريه جابوريود
أندريه جابوريود (1895 – 23 نوفمبر 1969) هو مبارز بالسيف فرنسي راحل، مثّل بلاده في الألعاب الأولمبية الصيفية 1928.

## روابط خارجية
أندريه جابوريود على موقع اللجنة الأولمبية الدولية (الإنجليزية)
- أندريه جابوريود على موقع أوليمبيديا (الإنجليزية)